# 쿠노이섬
쿠노이섬(페로어: Kunoy, 덴마크어: Kunø 쿠뇌[*])은 페로 제도의 섬 중 하나이다.